# غوستاف موراي
غوستاف موراي (بالسويدية: Gustaf Murray)‏ هو قسيس سويدي، ولد في 28 مارس 1747 في ستوكهولم في السويد، وتوفي في 4 مايو 1825 في فيستيروس في السويد.